# Le fenicie (Seneca)
Le fenicie (Phoenissae), anche chiamata Tebaide (Thebais), è una tragedia parzialmente incompiuta, scritta da Lucio Anneo Seneca, basandosi sul modello dell'omonima opera di Euripide.

## Trama
Il re di Tebe Edipo, resosi consapevole di aver ucciso il proprio padre e sposato la propria madre, cieco e assistito dalla sola figlia Antigone, si reca sul monte Citerone dove intende darsi la morte. Antigone lo convince a non compiere quell'atto estremo, ma non a ritornare in città. A Tebe intanto i figli di Edipo Eteocle e Polinice si stanno contendendo il potere e il titolo di re. Giocasta, moglie (e madre) di Edipo, con l'aiuto di Antigone riesce a scongiurare una guerra civile, ma non a riportare la pace tra i due fratelli.

## L'incompiutezza dell'opera
L'opera è chiaramente ispirata alle Fenicie di Euripide, di cui Seneca invertì gli episodi principali, tuttavia tali episodi (quello di Edipo con Antigone sul monte Citerone e quello ambientato a Tebe) appaiono non ben collegati tra loro. Si ritiene inoltre che manchi il finale dell'opera, poiché essa si conclude con il tentativo fallito di Giocasta di far riconciliare i due fratelli, senza che essi poi si facciano guerra e si uccidano tra loro. È stato pure ipotizzato che quello fosse in realtà proprio il finale dell'opera voluto da Seneca, un finale che sottintendeva dunque che Polinice sarebbe tornato in esilio rinunciando ad ogni brama sulla città. Pare però improbabile che l'autore intendesse proporre un cambiamento così radicale della vicenda raccontata dal mito.
Vi è inoltre un altro chiaro indizio di incompiutezza: l'assenza del coro. Il titolo dell'opera sarebbe in effetti inspiegabile se non si tenesse conto del fatto che, seguendo l'originale euripideo, Seneca era probabilmente intenzionato a introdurre un coro di donne fenicie che avrebbe commentato i fatti. Questo quindi spiega anche perché alcuni manoscritti riportino il titolo di Tebaide anziché quello più noto.